# Eppe-Sauvage
Eppe-Sauvage – miejscowość i gmina we Francji, w regionie Hauts-de-France, w departamencie Nord.
Według danych na rok 1990 gminę zamieszkiwało 245 osób, a gęstość zaludnienia wynosiła 15 osób/km² (wśród 1549 gmin regionu Nord-Pas-de-Calais Eppe-Sauvage plasuje się na 975. miejscu pod względem liczby ludności, natomiast pod względem powierzchni na miejscu 103.).